# Engelʹgardt (cràter)

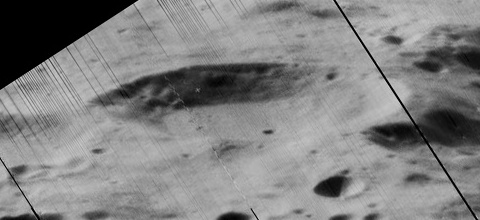
Imatge obliqua Lunar Orbiter 5

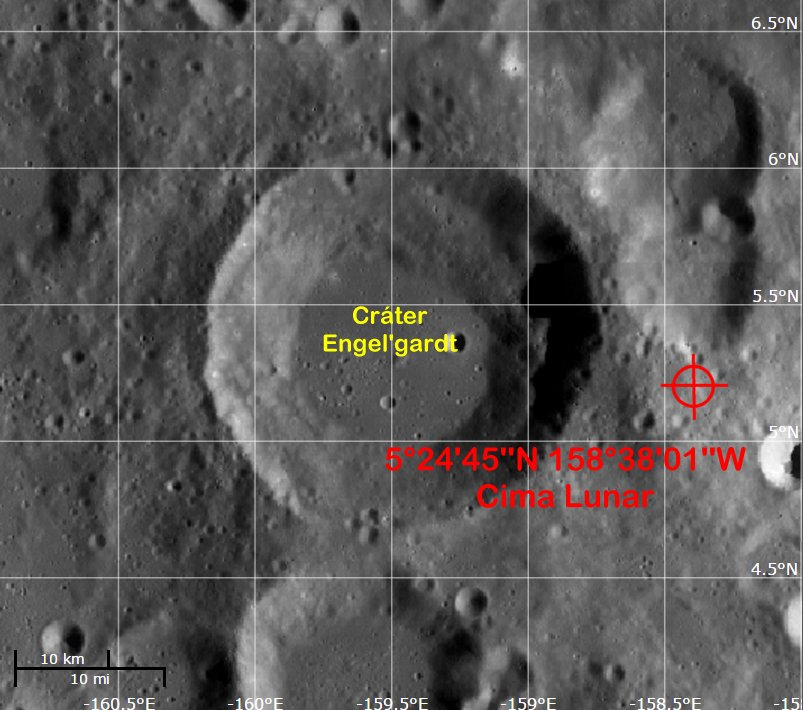
Localització del punt més alt de la Lluna. Imatge LRO

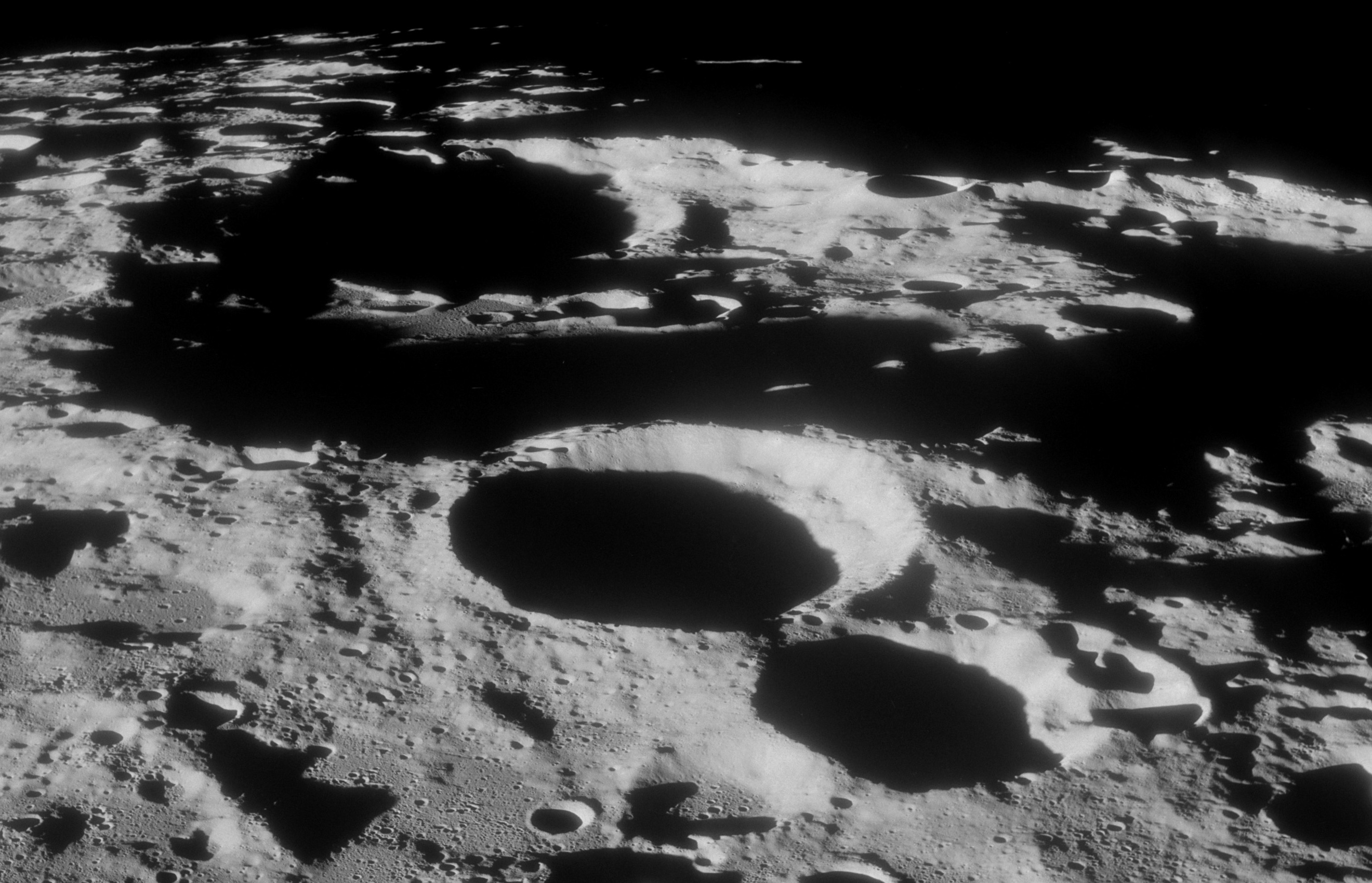
Vista obliqua des de l'Apol·lo 11, prop del terminador

Engelʹgardt o Engelhardt és un cràter situat en la cara oculta de la Lluna, al nord de l'enorme plana emmurallada del cràter Korolev. El cràter satèl·lit Engelʹgardt B està unit al bord nord del cràter, i és en realitat una formació molt més gran, amb un diàmetre de 163 km. A l'oest-nord-oest apareix el cràter Lebedinskiy.

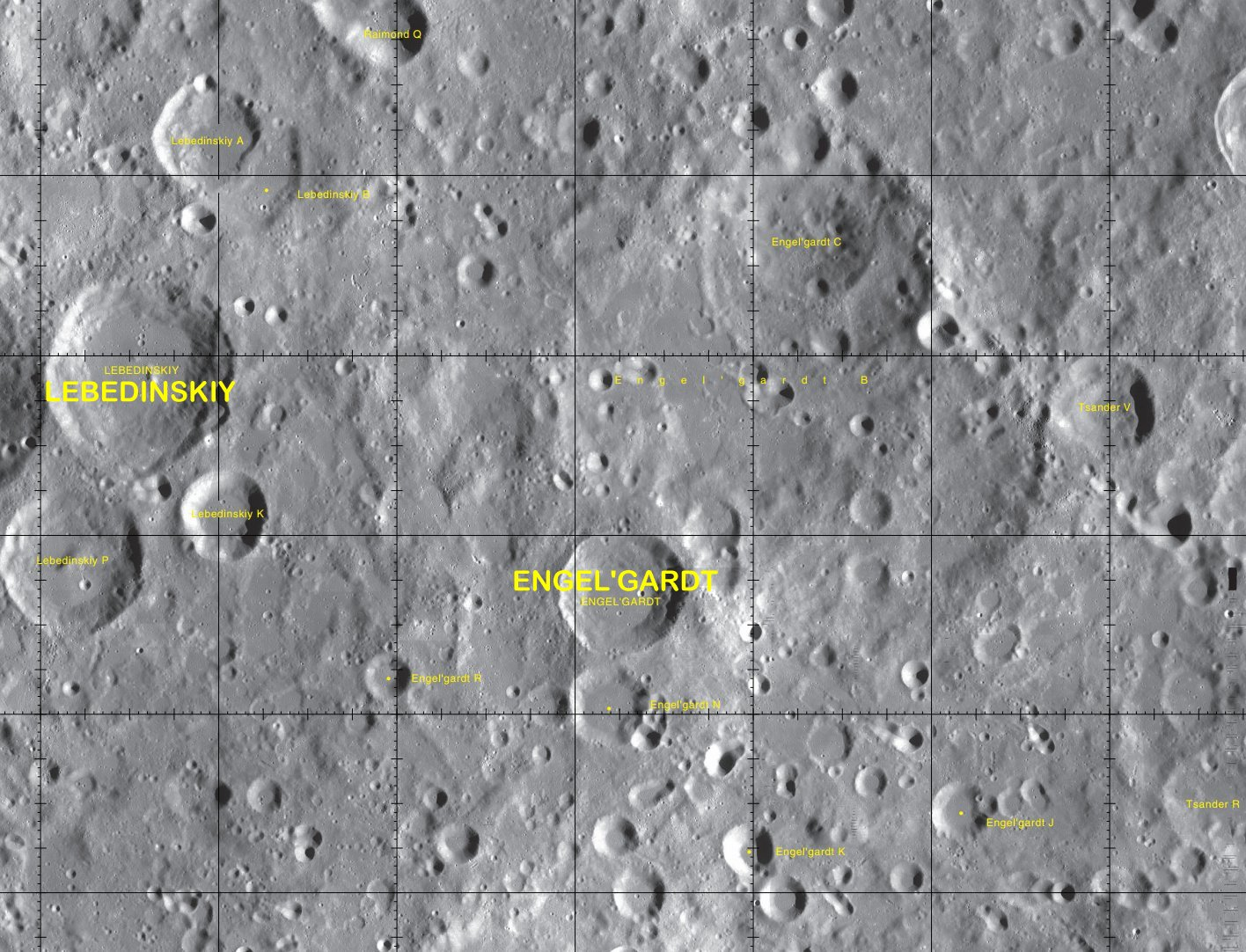
Localització de Engelʹgardt. Fotografia de la missió Lunar Reconnaissance Orbiter

Es tracta d'un cràter circular amb una vora que ha estat erosionada només lleugerament. El material en els costats interiors s'ha lliscat cap avall per formar acumulacions de còdols al llarg de la base. La paret interior s'estreta cap al sud, on el cràter satèl·lit Engelʹgardt N es troba adjacent a la vora. A menys d'un diàmetre del cràter cap a l'est-sud-est apareix un petit cràter amb un alta albedo, envoltat d'una falda de color clar. Aquesta falda arriba fins al límit de la vora de Engelʹgardt.
Engelʹgardt es troba en el marge sud de la Conca Dirichlet-Jackson.

## Punt més alt de la Lluna
El Punt més alt de la Lluna ("Selenean summit" en anglès), amb una cota de 10.786 m sobre l'elevació mitjana lunar, està situat en la vora est del cràter Engelʹgardt.

## Cràters satèl·lit
Per convenció aquests elements són identificats en els mapes lunars posant la lletra en el costat del punt central del cràter que està més prop de Engelʹgardt.
|             | \| Engelʹgardt \| Coordenades \| Diàmetre \| \| ----------- \| -------------------------------------- \| -------- \| \| B \| 8° 18′ N, 157° 42′ O / 8.3°N,157.7°O \| 136 km \| \| C \| 10° 06′ N, 156° 54′ O / 10.1°N,156.9°O \| 49 km \| \| J \| 2° 42′ N, 155° 24′ O / 2.7°N,155.4°O \| 19 km \| \| K \| 2° 24′ N, 157° 48′ O / 2.4°N,157.8°O \| 18 km \| \| N \| 4° 24′ N, 159° 18′ O / 4.4°N,159.3°O \| 28 km \| \| R \| 4° 24′ N, 162° 00′ O / 4.4°N,162.0°O \| 15 km \| |          |
| Engelʹgardt | Coordenades | Diàmetre |
| B           | 8° 18′ N, 157° 42′ O / 8.3°N,157.7°O | 136 km   |
| C           | 10° 06′ N, 156° 54′ O / 10.1°N,156.9°O | 49 km    |
| J           | 2° 42′ N, 155° 24′ O / 2.7°N,155.4°O | 19 km    |
| K           | 2° 24′ N, 157° 48′ O / 2.4°N,157.8°O | 18 km    |
| N           | 4° 24′ N, 159° 18′ O / 4.4°N,159.3°O | 28 km    |
| R           | 4° 24′ N, 162° 00′ O / 4.4°N,162.0°O | 15 km    |

### Altres referències
- (WGPSN), IAU Working Group for Planetary System Nomenclature. «Gazetteer of Planetary Nomenclature. 1:1 Million-Scale Maps of the Moon» (en anglès).  UAI / USGS, 13-02-2013. [Consulta: 6 abril 2016].
- Andersson, L. E.; Whitaker, E. A.,. NASA Catalogue of Lunar Nomenclature (en anglès).  NASA RP-1097, 1982.
- Blue, Jennifer. «Gazetteer of Planetary Nomenclature» (en anglès).  USGS, 25-07-2007. [Consulta: 2 gener 2012].
- Bussey, B.; Spudis, P.. The Clementine Atlas of the Moon (en anglès).  Nueva York: Cambridge University Press, 2004. ISBN 0-521-81528-2.
- Cocks, Elijah E.; Cocks, Josiah C.. Who's Who on the Moon: A Biographical Dictionary of Lunar Nomenclature (en anglès).  Tudor Publishers, 1995. ISBN 0-936389-27-3.
- McDowell, Jonathan. «Lunar Nomenclature» (en anglès).   Jonathan's Space Report, 15-07-2007. [Consulta: 2 gener 2012].
- Menzel, D. H.; Minnaert, M.; Levin, B.; Dollfus, A.; Bell, B. «Report on Lunar Nomenclature by The Working Group of Commission 17 of the IAU» (en anglès). Space Science Reviews, 12, 1971, pàg. 136.
- Moore, Patrick. On the Moon (en anglès).  Sterling Publishing Co, 2001. ISBN 0-304-35469-4.
- Price, Fred W. The Moon Observer's Handbook (en anglès).  Cambridge University Press, 1988. ISBN 0521335000.
- Rükl, Antonín. Atlas of the Moon (en anglès).  Kalmbach Books, 1990. ISBN 0-913135-17-8.
- Webb, Rev. T. W.. Celestial Objects for Common Telescopes, 6ª edición revisada (en anglès).  Dover, 1962. ISBN 0-486-20917-2.
- Whitaker, Ewen A. Mapping and Naming the Moon (en anglès).  Cambridge University Press, 2003. 978-0-521-54414-6.
- Wlasuk, Peter T. Observing the Moon (en anglès).  Springer, 2000. ISBN 1-85233-193-3.